# Musisches Gymnasium (Leipzig)
Das Musische Gymnasium Leipzig war eine von 1941 bis 1945 existierende, zur Hochschulreife führende Bildungseinrichtung mit musischer Ausrichtung.

## Lage
Das Musische Gymnasium Leipzig war in einer Villa in der Sebastian-Bach-Straße 53 untergebracht. Das Gebäude war 1880/1881 von dem Architekten Arwed Roßbach für den Verlagsbuchhändler Leopold Gebhardt, den Inhaber von J. M. Gebhardt’s Verlag, errichtet worden. Die jüdische Familie Gebhardt hatte das Anwesen im Rahmen der Arisierung durch die Nationalsozialisten verloren. Nach dem Zweiten Weltkrieg wurde das Gebäude für medizinische Zwecke genutzt und ist heute mit einem modernen Anbau das Senioren-Wohnpark Stadtpalais.
Wegen der Bombengefahr in Leipzig wurde das Musische Gymnasium 1944 bis zu seiner Auflösung nach Nossen verlegt.
Das Alumnat des Gymnasiums befand sich in der Villa Najork.

## Geschichte

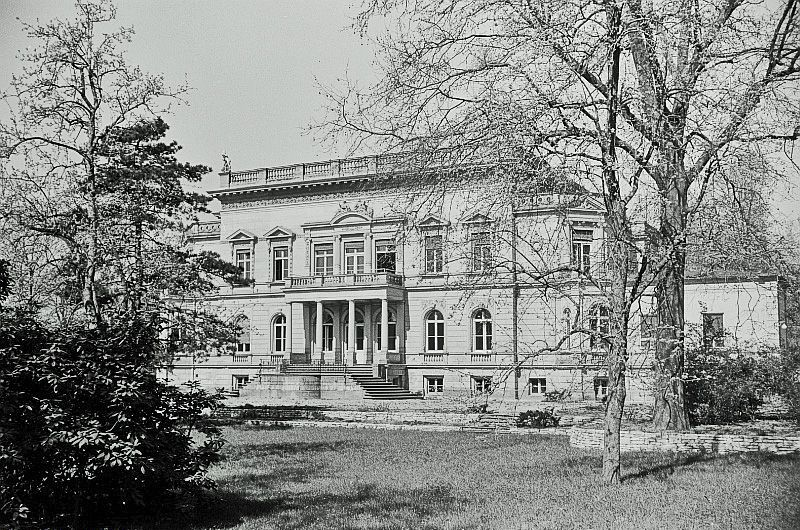
Das Gebäude des ehemaligen Musischen Gymnasiums Leipzig im Jahr 1952

1939 war das Musische Gymnasium in Frankfurt am Main als erste Schule dieser Art in Deutschland gegründet worden. Leiter war der spätere Thomaskantor Kurt Thomas. Die Fachaufsicht hatte das Reichserziehungsministerium in Berlin.
Im September 1941 folgte in Leipzig die zweite Schule dieser Art. Absicht war, wie in Frankfurt, die politische Einflussnahme auf die musische Bildung. Der Festakt der Eröffnung fand am 28. September 1941 in Anwesenheit von Reichserziehungsminister Bernhard Rust statt. Im Bericht darüber im Leipziger Jahrbuch 1942 wird das Musische Gymnasium mit den Adolf-Hitler-Schulen und den Nationalpolitischen Erziehungsanstalten (Napola) in eine Reihe gestellt und ihm die Aufgabe zugeschrieben, „eine neue Führerschicht auf dem Gebiete der Kunst auszubilden“. Bei der „soldatisch-musischen“ Erziehung als Schulziel war das Gymnasium eine reine Jungenschule mit angeschlossenem Internat. Für das Jahr 1942 werden 110 Schüler in sieben Klassen angegeben.
Der Wahl von Leipzig als zweiter Schulstandort lag die Absicht zugrunde, den Thomanerchor der kirchlichen Einflussnahme möglichst zu entziehen und unter eine staatliche zu stellen, was letztlich aber nicht gelang. Ein erster Schritt in diese Richtung war die Berufung von Thomaskantor Günther Ramin zum musikalischen Leiter der Schule. Die Gesamtleitung der Schule lag bei dem Stadtdirektor Friedrich Hiller, dem vom Reichserziehungsministerium bestätigten Beauftragten des Leipziger Oberbürgermeisters Alfred Freyberg. Die schulische Leitung wurde kommissarisch dem Lehrer Richter übertragen, der die administrativen Fragen mit dem Schulamt unter Umgehung von Ramin regelte.
Im Januar 1943 legte Günther Ramin wegen der Kompetenzverteilung zwischen ihm und Hiller die künstlerische Leitung des Musischen Gymnasiums Leipzig nieder. Die Idee Thomaskantorat mit der Leitung des Musischen Gymnasiums zu verbinden, war damit gescheitert.  Die Nachfolge des künstlerischen Leiters wurde nahezu bis zur Auflösung der Schule nicht geklärt. Es wurden zahlreiche Komponisten und Musikpädagogen angefragt, die aber alle ablehnten, unter ihnen Hugo Distler, Walter Kolneder, Fritz Reuter, Cesar Bresgen, Karl Höller und Hans Chemin-Petit. Schließlich übernahm ab August 1944 Johann Nepomuk David neben seinem Direktorat an der  Staatlichen Hochschule für Musik in Leipzig das Amt. Beide Einrichtungen waren da aber schon in Ausweichquartieren.
Nach Kriegsende wurde das Musische Gymnasium nicht weitergeführt.

## Bekannte Schüler
- Hans Bünte, Musiker und Autor[8]
- Johannes Burkhardt, Maler und Grafiker[9]
- Günter Bust (1930–2005), Musikpädagoge und Komponist
- Saschko Gawriloff (* 1929), Violinist und Violinpädagoge[10]
- Eberhard Grünenthal, Flötist und Hochschullehrer[11]
- Harald Hellmich, Maler und Grafiker[12]
- Günter Kochan (1930–2009), Komponist[10]
- Egmar Ponndorf (1929–2015), Steinbildhauer[13]
- Arnd Schultheiß (1930–2021), Maler und Grafiker[14]
- Siegfried Kurz (1930–2023), Dirigent und Komponist[10]
- Siegfried Stöckigt (1929–2012), Pianist[10]